# Deliberace

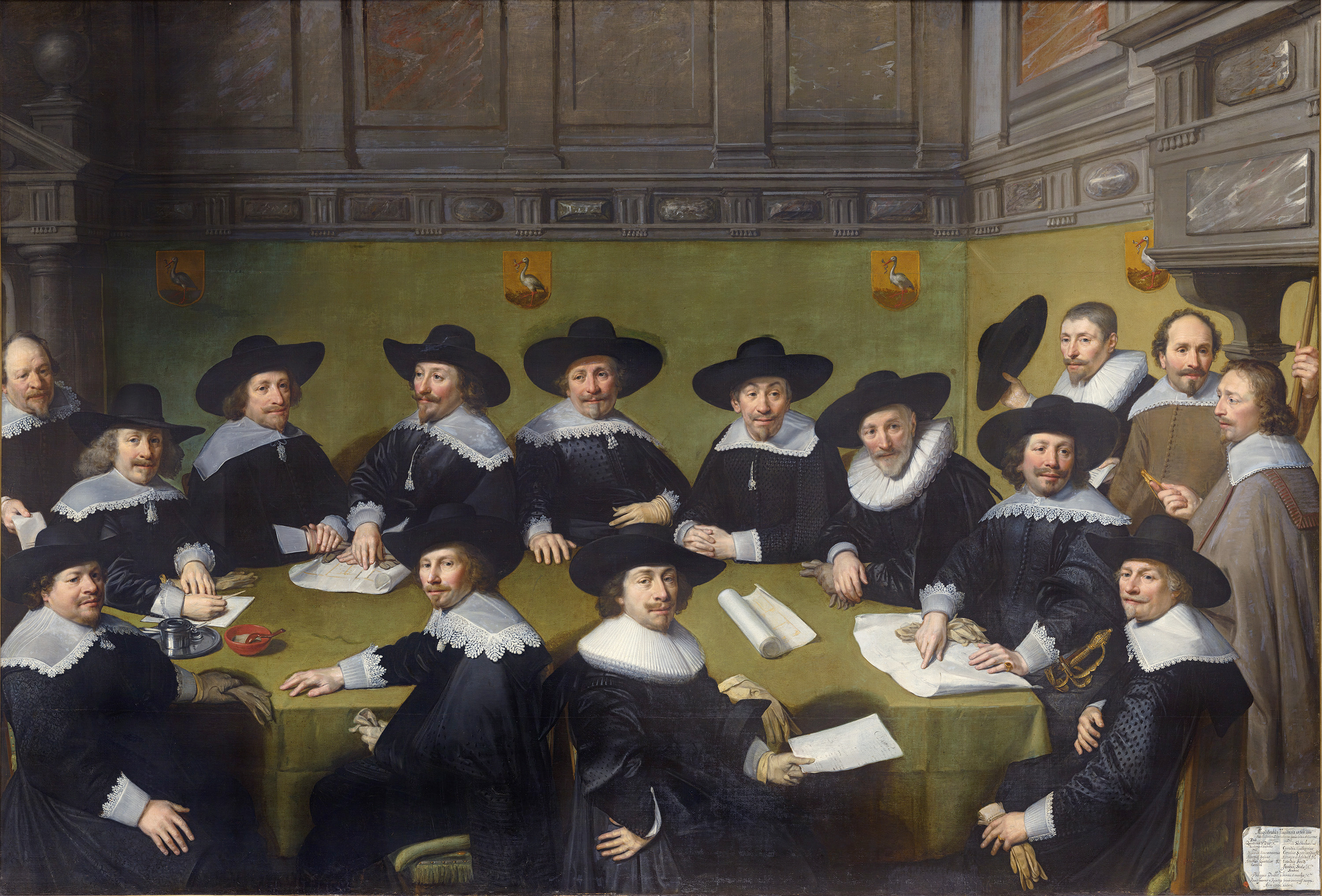
Deliberativní rozhodování Městské rady v Haagu v roce 1636.

Deliberace je proces při kterém dochází k promyšlenému rozvážení všech možností, obvykle před hlasováním. Deliberace zdůrazňuje použití logiky a rozumu na rozdíl od boje o moc, kreativity nebo dialogu. Skupinová rozhodnutí se obvykle přijímají po deliberativním jednání prostřednictvím hlasování nebo konsensu zúčastněných stran.
Termín delibarace je převzat z anglického deliberation, což znamená rokování. V teorii přímé demokracie je tímto výrazem míněno speciálně rokování občanů o určité otázce a to dle přesně stanovených pravidel.
Existují 3 hlavní typy typy deliberace: 1. Občanské poroty v anglosaských zemích, zejména v USA; ty pocházejí z tradice městských shromáždění v oblasti Nové Anglie. 2. "Plánovací buňky" (Planungszellen), volně Plánovací komise. 3. Vědecký deliberativní průzkum veřejného mínění (Scientific Deliberative Polling). Ukázkou byl projekt organizovaný v době vlády prezidenta Billa Clintona z podnětu Hillary Clintonové na téma všeobecného nemocenského pojištění. Všechny tyto tři typy deliberace fungují na stejném základu: Náhodný výběr účastníků, rovnováha pohlaví, přesně stanovený rámec, informace od odborníků, funkce pouze poradní, organizace pouze ad hoc a jednorázová.
V právním prostředí je s výhodami používána deliberace porotou, protože jí jsou dány konkrétní možnosti, jako je vina či nevinou, spolu s informacemi a argumenty k vyhodnocení. V „deliberativní demokracii“ je cílem, aby jak volení funkcionáři, tak i široká veřejnost použili jako základ svého hlasování spíše odborné projednání než mocenský boj.

## Soudní poroty

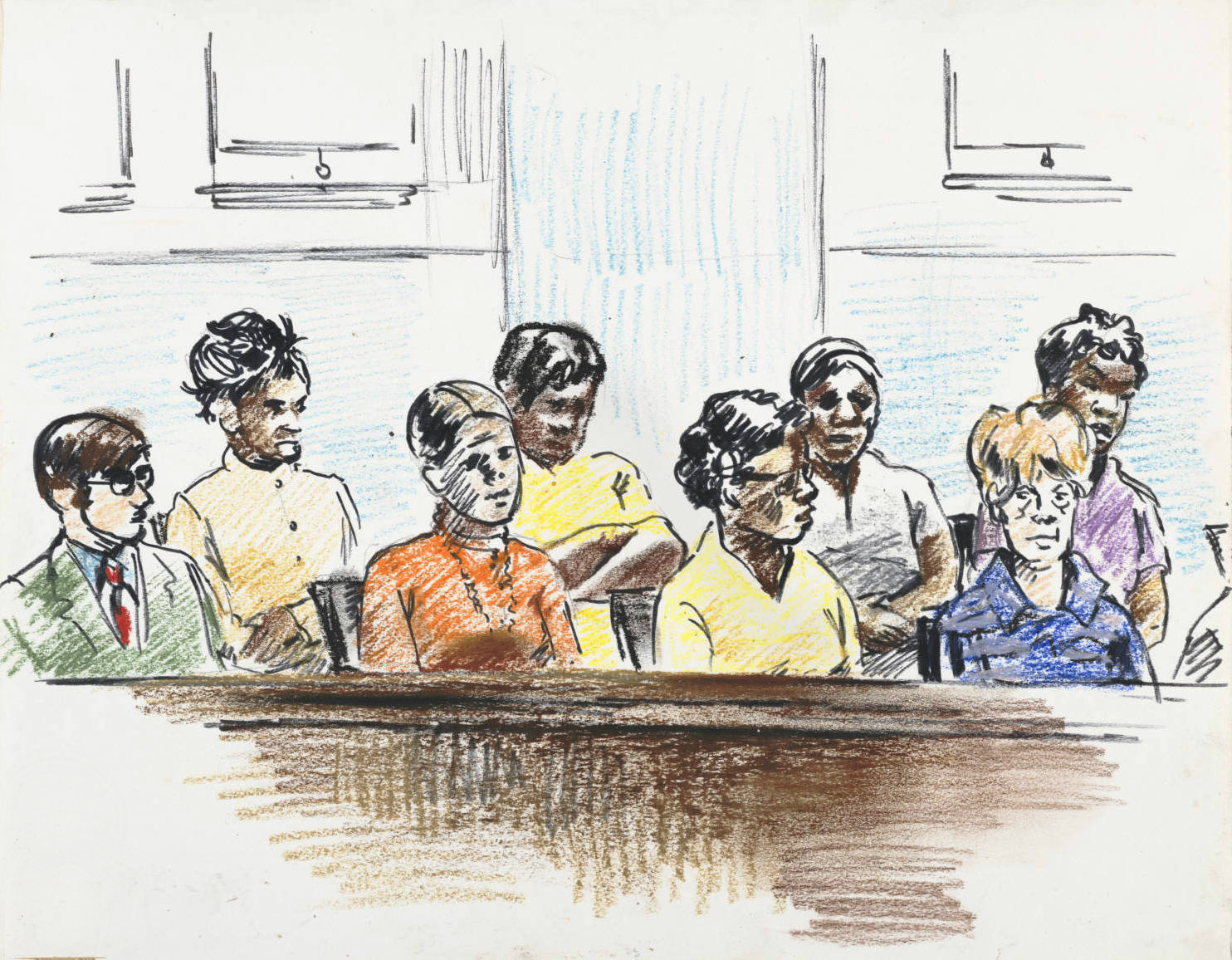
Porota.

V zemích, které využívají při rozhodování v trestních věcech porotu se deliberativní přístup používá jak při stanovení rozsudku tak i pro stanovení vhodného trestu. V občanských sporech je na rozhodnutí poroty, zda souhlasit s žalobcem nebo žalovaným a stanovit stranám sporu závazné kroky k vyřešení sporu.
Porota obvykle musí před vydáním rozsudku dospět k jednomyslnému rozhodnutí; existují však výjimky. Pokud není dosaženo jednomyslného rozhodnutí a porota má pocit, že to není možné, prohlásí se za „zablokovanou porotu“, vyhlásí se neúspěšný výsledek a soudní řízení se musí opakovat.
Jedním z nejznámějších dramatických vyobrazení tohoto procesu v praxi je film Dvanáct rozhněvaných mužů.

## V politické filozofii

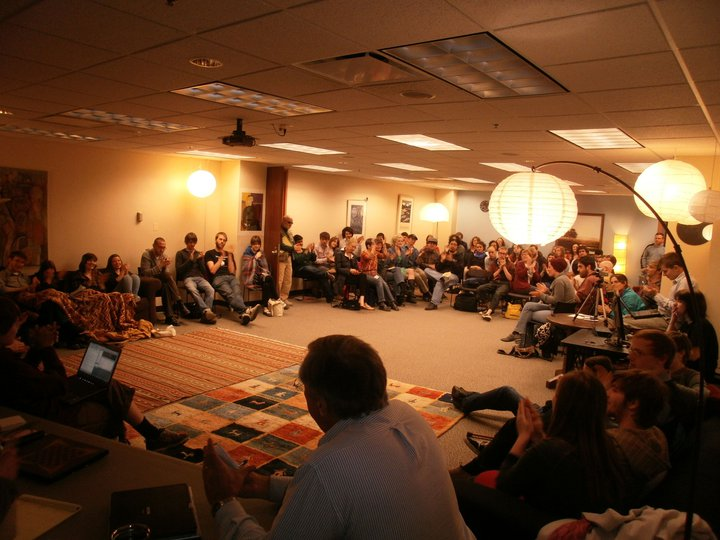
Deliberativní jednání v Shimer College

V politické filosofii existuje celá řada názorů na to, jak využít deliberaci v rámci konkrétních vládních režimů. Deliberace je v současné politické filozofii označována na jedné straně jako klíčová součást a na druhé straně jako smrtící mechanismus demokratických systémů. Pozice deliberace je tedy velmi sporná a různými tábory v rámci současné politické filozofie je různě definována. Ve svém nejobecnějším (a tedy nejednoznačném) smyslu se deliberace popisuje jako proces interakce mezi různými subjekty/subjektivitami diktovaný určitým souborem norem, pravidel nebo pevných hranic.
Počátky filosofického zájmu o deliberaci lze vysledovat až po Aristotelovo pojetí fronésis, chápané jako „opatrnost“ nebo „praktická moudrost“ a jeho vyškolení jednotlivci, kteří se deliberativně snaží rozeznat pozitivní nebo negativní důsledky potenciálních akcí.

### Teoretici zabývající se deliberací
- Hannah Arendt
- Giorgio Agamben
- Bruno Latour